# 安-瑪莉 (歌手)
安妮-瑪麗·羅絲·尼科爾森（英語：Anne-Marie Rose Nicholson，1991年4月7日—），是一名英國歌手及詞曲作家。
她的幾首單曲曾經登上英國單曲排行榜，包括《Alarm》、《Ciao Adios》、《Friends》和《2002》，其中與清潔盜賊和肖恩·保羅合作的歌曲《乖乖睡》登上排行榜冠軍。她的首張錄音室專輯《說出你的想法》（英語：Speak Your Mind）於2018年4月27日發行。《生日》於2020年2月7日推出，另一首Her於3月22日推出。之後更與美國歌手蜜桃貓朵佳 (Doja Cat)合作單曲To Be Young，之後於個人頻道上的紀錄片“如何成為安瑪莉”中推出單曲Problem。她於2021年7月23日推出第二張專輯"Therapy“其中包含與KSI推出的Don't play，和單曲Way too long以及與One Direction成員奈爾Nial Horan推出的“Our Song”。

## 早期生活
安-瑪莉在1991年4月7日出生於艾塞克斯郡。她的父親出生於愛爾蘭，而她的母親來自艾塞克斯郡。當她6歲時在西區劇院演出《悲慘世界》，12歲時與潔西·J在同一個劇院演出《微風輕哨》。

## 演藝生涯

### 2013年－2015年: 職業生涯開始及首張迷你專輯
安-瑪莉在2013年將樣本歌曲"夏日女孩"送到火箭唱片公司。
在2015年6月10日，她的個人首張迷你專輯《空手道》由Major Tom's和庇護所唱片共同發行。在2015年11月，她發佈一首非專輯單曲，"Do It Right"，成功在英國單曲排行榜登上第90位。

### 2016年至2018年:說出你的想法
在2016年5月20日，她推出個人出道專輯的首波主打歌，《Alarm》，此單曲在英國單曲排行榜最高排名為第二位，並且在英國獲得白金銷量認證。在10月，清潔盜賊釋出單曲《乖乖睡》，並和她及牙買加裔說唱歌手肖恩·保羅合作，成功奪得連續九星期第一位，更於聖誕期間奪得第一位，而且在多個地方獲得雙白金銷量認證。
第二主打歌《Ciao Adios》於2017年3月10日推出，在英國單曲排行榜最高排名為第九位，並且在英國獲得白金銷量認證。第三主打歌《Heavy》及第四主打歌《Then》分別在2017年9月21日和2017年12月15日發行。
她和棉花糖合作的單曲，《只是朋友》在2018年2月9日作為專輯第五主打歌推出，成功躋身英國單曲排行榜的頭五位。在2018年2月22日，她宣布個人出道專輯《說出你的想法》將於2018年4月27日推出。在專輯推出一星期前，她和紅髮艾德合作的單曲《2002》作為第六主打歌推出。和著名DJ大衛·庫塔合作的歌曲《別離開我》在英國單曲排行榜登上第18位。在同年11月，她和英國創作歌手詹姆士·亞瑟為《大娛樂家電影原聲帶全球慶功版》重新灌錄歌曲《改寫命運》。《完美》的混音版－《對我來說完美》在11月以專輯第七主打歌推出。
2018年年尾，她與庇護所唱片解除唱片合約，並和華納音樂旗下的大西洋唱片簽約。

### 2019年至今: 個人第二張專輯 《Therapy》
在2019年3月，她接受《音樂週刊》的訪問時，表示第二張個人專輯正在籌備當中。同年8月，和美國創作歌手萊奧夫為電視劇《漢娜的遺言第三季》獻唱歌曲《該死的，我真的好寂寞》。
在2020年2月，她在各大社群網站發布新單曲《生日》。
於2021年5月，預告第二張專輯Therapy將於2021年7月23日推出，其中並不包含2019-2020年出的單曲，包含與英國youtuber KSI推出的Don't play，與DJ Nathan Dawe(內森·戴威)推出的Way too long以及與一世代成員Niall Horan奈爾推出的our song.

## 個人生活
1.她在2018年4月表示自己是雙性戀。
2.安瑪莉在2024年出被媒體報導已於2022年和英國饒舌歌手Slowthai在美國拉斯維加斯結婚，並且在2024年三月左右共同生下一名女兒，安瑪莉本人隨後也在個人社交平台發布和女兒的合照，但並未證實結婚一事。

## 音樂作品
- 《空手道》 （2015年）
- 《說出你的想法》（2018年）
- 《音乐疗程（英语：Therapy (Anne-Marie album)）》（2021年）
- 《Unhealthy不健康的》（2023年）

## 影視作品
| 播放日期                        | 節目名稱 | 播放頻道        | 集數 | 備註             |
| ------------------------------- | -------- | --------------- | ---- | ---------------- |
| 2018年10月17日 - 2018年12月20日 |          | 官方Youtube频道 | 10   | 首檔個人網絡綜藝 |

## 巡迴演出

### 個人領銜
- 說出你的想法 巡迴演唱會 (英語：Speak Your Mind Tour) (2018-2019) [14]

### 嘉賓
- ÷巡迴演唱會 (紅髮艾德) (歐洲及北美洲場次) (2017–18) [15][16]

## 獲獎與提名
| 年份 | 頒獎典禮                              | 入圍作品     | 獲得獎項                 | 結果 | 來源          |
| ---- | ------------------------------------- | ------------ | ------------------------ | ---- | ------------- |
| 2016 | MTV歐洲音樂大獎                       | 不適用       | 最推崇藝人獎             | 提名 | [ 17 ]        |
| 2016 | MTV 新人盛典                          | 不適用       | 最佳新人                 | 獲獎 |               |
| 2016 | 黑人音樂獎                            | 不適用       | 最佳新人                 | 提名 |               |
| 2017 | 全英音樂獎                            | 不適用       | 樂評人選擇獎             | 提名 | [ 18 ]        |
| 2017 | 全英音樂獎                            | 不適用       | 英國最佳突破藝人         | 提名 | [ 18 ]        |
| 2017 | 全英音樂獎                            | "乖乖睡"     | 英國最佳單曲             | 提名 | [ 18 ]        |
| 2017 | 全英音樂獎                            | "乖乖睡"     | 英國最佳錄影帶           | 淘汰 |               |
| 2017 | 青少年選擇獎                          | "乖乖睡"     | 音樂選擇獎:電子/舞曲歌曲 | 提名 | [ 19 ]        |
| 2017 | LOS40 音樂獎                          | "乖乖睡"     | 年度國際歌曲             | 提名 |               |
| 2017 | MTV歐洲音樂大獎                       | "乖乖睡"     | 最佳歌曲                 | 提名 | [ 20 ]        |
| 2018 | 全英音樂獎                            | "再見掰掰"   | 英國最佳錄影帶           | 提名 | [ 21 ]        |
| 2018 | iHeartRadio音樂獎頒獎典禮             | "乖乖睡"     | 年度舞曲                 | 提名 | [ 22 ]        |
| 2018 | WDM電台音樂獎                         | "乖乖睡"     | 最佳全球歌曲             | 獲獎 |               |
| 2018 | WDM電台音樂獎                         | 不適用       | 最佳電音歌手             | 提名 |               |
| 2018 | 告示牌音樂獎                          | "乖乖睡"     | 最佳舞曲/電子歌曲        | 提名 | [ 23 ]        |
| 2018 | 青少年選擇獎                          | "只是朋友"   | 音樂選擇獎:電子/舞曲歌曲 | 提名 | [ 24 ]        |
| 2018 | iHeartRadio音樂多多頻道音樂錄影帶大獎 | "只是朋友"   | 夏日歌曲                 | 提名 | [ 25 ]        |
| 2018 | iHeartRadio音樂多多頻道音樂錄影帶大獎 | "只是朋友"   | 最佳合作                 | 提名 | [ 25 ]        |
| 2018 | MTV日本音樂錄影帶大獎                 | "只是朋友"   | 最佳國際新人獎           | 獲獎 |               |
| 2018 | MTV日本音樂錄影帶大獎                 | "只是朋友"   | 年度最佳國際音樂錄影帶獎 | 獲獎 |               |
| 2018 | BreakTudo獎                           | 不適用       | 最佳躍進藝人             | 提名 | [ 26 ]        |
| 2018 | LOS40 音樂獎                          | 不適用       | 年度國際新人獎           | 提名 | [ 27 ]        |
| 2018 | MTV歐洲音樂大獎                       | 不適用       | 最佳新人                 | 提名 | [ 28 ]        |
| 2019 | 全英音樂獎                            | 說出你的想法 | 英國最佳專輯             | 提名 | [ 29 ] [ 30 ] |
| 2019 | 全英音樂獎                            | "2002"       | 英國最佳單曲             | 提名 | [ 29 ] [ 30 ] |
| 2019 | 全英音樂獎                            | "2002"       | 英國最佳音樂錄像帶       | 提名 | [ 29 ] [ 30 ] |
| 2019 | 全英音樂獎                            | 不適用       | 英國最佳女歌手           | 提名 | [ 29 ] [ 30 ] |

## 外部連結
- YouTube上的安-瑪莉頻道
- Anne-Marie的Facebook專頁
- 安-瑪莉的Instagram帳戶 （页面存档备份，存于）
- 安-瑪莉的X（前Twitter）